# Шевченко, Тарас Григорьевич
Тара́с Григо́рьевич Шевче́нко (укр. Тара́с Григо́рович Шевче́нко; 25 февраля [9 марта] 1814, село Моринцы, Звенигородский уезд, Киевская губерния, Российская империя — 26 февраля [10 марта] 1861, Санкт-Петербург, Российская империя) — украинский поэт, прозаик, мыслитель, живописец, график, этнограф, общественный деятель, демократ, противник крепостного права.
Литературное наследие Шевченко, центральную роль в котором играет поэзия, в частности сборник «Кобзарь», считается основой современной украинской литературы и во многом украинского литературного языка. Деятель украинского национального движения, член Кирилло-Мефодиевского братства.

## Биография

### Детство и юность

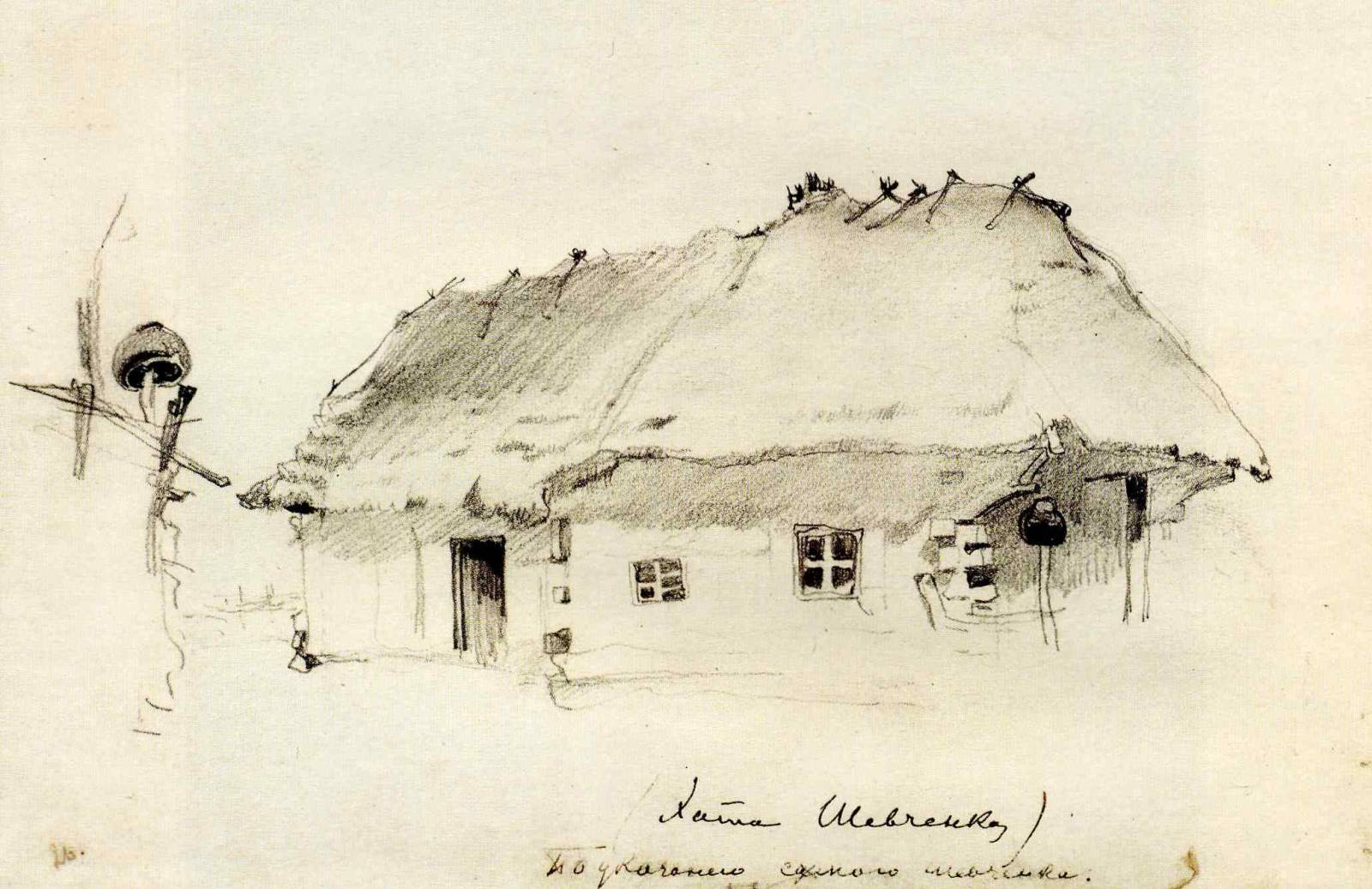
Т. Г. Шевченко. Хата родителей в Кирилловке. 1843. Бумага, карандаш. 17,6 × 26,5 см. Национальный музей Тараса Шевченко, Киев

Тарас Шевченко родился 9 марта 1814 года в селе Моринцы Звенигородского уезда Киевской губернии. Был третьим ребёнком крепостных крестьян Григория Иванова Шевченко и Екатерины Акимовой Бойко — после сестры Екатерины (20 ноября 1804 — 11 июля 1848) и брата Никиты (28 мая 1811 — около 1870). Их хозяин В. В. Энгельгардт как племянник князя Г. А. Потёмкина унаследовал значительную часть его малороссийских владений. Мать Тараса, не крепостная, вышла замуж за крепостного Григория Шевченко по большой любви.
Согласно семейным преданиям, деды и прадеды Тараса с отцовской стороны происходили от некоего казака Андрея, который в начале XVIII века пришёл из Запорожской Сечи, в то время как его дед Аким Бойко по линии матери был переселенцем с Прикарпатья. Родной дед Тараса Шевченко со стороны отца — Иван Андреевич Шевченко — прожил 106 лет (1742 — 28 января 1849).
В 1816 году семья Шевченко переехала в село Кирилловка (ныне — Шевченково), откуда был родом Григорий. Детство Тараса прошло в этом селе. 12 (24) мая 1816 года родилась сестра Тараса Ярина, а 26 января (7 февраля) 1819 года — сестра Мария. Однажды маленький Тарас пошёл искать «железные столбы, что подпирают небо» и заблудился в поле. Чумаки, встретив мальчика, забрали его с собой и вечером привезли в Кирилловку. 8 (20) марта 1821 года родился брат Тараса Иосиф.
Осенью 1822 года Тарас начал учиться грамоте у местного дьячка Совгиря. За это время ознакомился с сочинениями Григория Сковороды. В период 1822—1828 годов он нарисовал «Кони. Солдаты» (рисунок не найден).
29 января (10 февраля) 1823 года его старшая сестра и няня Екатерина вышла замуж за Антона Красицкого — крестьянина из Зелёной Дибровы.
20 августа (1 сентября) 1823 года от тяжёлого труда и нищеты умерла мать Екатерина, и 7 (19) октября 1823 года отец женился вторым браком на вдове Оксане Терещенко, у которой уже было трое детей. Она сурово обращалась с неродными детьми, в том числе и с маленьким Тарасом.
22 июня (4 июля) 1824 года родилась единокровная сестра Тараса Мария — от второго брака Григория Ивановича. Отец Тараса как каретных дел мастер (стельмах) ремонтировал чумацкие возы. Вместе с отцом бывал в Звенигородке, Умани, Елисаветграде. 21 марта (2 апреля) 1825 года от тяжёлого труда на барщине умер Григорий Шевченко, и вскоре мачеха вернулась со своими тремя детьми в Моринцы. Тарас пошёл в услужение к дьячку П. Ф. Богорскому, приехавшему из Киева. Как школяр-служка, Тарас носил воду, отапливал школу, обслуживал дьячка, читал псалтырь над усопшими и продолжал учёбу. В то время Шевченко ознакомился с некоторыми произведениями украинской литературы. Не стерпев издевательств Богорского, Тарас убежал от него и начал искать в окрестных сёлах учителя-живописца. Чувствуя большую тягу к живописи, несколько дней батрачил и «учился» живописи у диакона Ефрема (Лысянка Звенигородского уезда, ныне Черкасской области). Также у него были учителя-живописцы из села Стеблёва Каневского уезда и из села Тарасовки Звенигородского уезда. В 1827 году он пас общественную отару в Кирилловке и там встречался с Оксаной Коваленко. Эту подругу детства Шевченко не раз упоминает в своих сочинениях. Ей посвящено вступление к поэме «Марьяна-монашка».
В школе дьячка-учителя Шевченко выучился грамоте, а у маляров познакомился с элементарными приёмами рисования. На шестнадцатом году жизни, в 1829 году, он попал в число прислуги нового помещика П. В. Энгельгардта — сначала в роли поварёнка, затем слуги-«казачка». Страсть к живописи не покидала его.
О способностях своего крепостного П. Энгельгардт знал ещё в 1828 году, когда управитель, набиравший слуг для помещика, написал в журнале напротив фамилии 14-летнего Тараса: «Способен быть домашним живописцем». Благодаря заступничеству жены хозяина Софьи Энгельгардт, в 1829—1830 годах Тарас обучался у живописцев Я. Рустема в Вильне и Ф. Лампи-младшего в Варшаве. В Вильне Шевченко пробыл с осени 1829 до февраля 1831 года; свои впечатления он выразил в стихотворении «У Вільні, городі преславнім …». С переездом в начале 1831 года в Санкт-Петербург Энгельгардт, намереваясь сделать из своего крепостного домашнего живописца, послал его в 1832 году в обучение к «разных живописных дел цеховому мастеру» Василию Ширяеву. Будучи помощником Ширяева, Шевченко участвовал в работе над росписями петербургского Большого театра. В доме Ширяева, в 1837 году Тарас Григорьевич написал свою первую поэму — «Причинна».
В 1836 году, срисовывая статуи в Летнем саду, Шевченко познакомился со своим земляком, художником И. М. Сошенко, который, посоветовавшись с украинским писателем Е. Гребёнкой, представил Тараса конференц-секретарю Академии художеств В. И. Григоровичу, художникам А. Венецианову и К. Брюллову, поэту В. Жуковскому. Симпатия к юноше и признание одарённости малороссийского крепостного со стороны выдающихся деятелей русской культуры сыграли решающую роль в деле выкупа его из неволи. Далеко не сразу удалось уговорить Энгельгардта: апелляция к гуманизму успеха не имела. Личное ходатайство прославленного академика живописи Карла Брюллова только утвердило помещика в его желании не продешевить. Брюллов сообщил друзьям, «что это самая крупная свинья в торжковских туфлях» и просил Сошенко побывать у этой «амфибии» и сговориться о цене выкупа. Сошенко перепоручил это непростое дело профессору Венецианову как человеку, принятому при императорском дворе, но даже авторитет придворного художника делу не помог.
Забота о нём лучших представителей русского искусства и литературы трогала и обнадёживала Шевченко, но затянувшиеся переговоры с его хозяином повергали в уныние. Узнав об очередном отказе, Шевченко явился к Сошенко в отчаянном настроении. Кляня судьбу, он угрожал отомстить помещику и в таком состоянии ушёл. Сошенко встревожился и, желая избежать большой беды, предложил друзьям действовать без промедления. Было решено предложить Энгельгардту небывалую для выкупа крепостного сумму.
В апреле 1838 года в Аничковом дворце проходила лотерея, в качестве выигрыша в которой был портрет Василия Жуковского работы Карла Брюллова. Вырученные от проведения лотереи деньги пошли на выкуп крепостного Шевченко. Поэт писал в автобиографии:

Сговорившись предварительно с моим помещиком, Жуковский просил Брюллова написать с него портрет, с целью разыграть его в частной лотерее. Великий Брюллов тотчас согласился, и портрет у него был готов. Жуковский, с помощью графа Виельгорского, устроил лотерею в 2500 рублей, и этой ценой была куплена моя свобода 22 апреля 1838 года.

В статье «Дві лотереї. Нове про визволення Т. Г. Шевченка з кріпацької неволі» П. В. Жур указал точную сумму, которую внесла царская семья за портрет В. Жуковского — 1000 рублей. В знак особого уважения и глубокой признательности к Жуковскому Шевченко посвятил ему одно из наиболее крупных своих произведений — поэму «Катерина». В том же году Тарас Шевченко поступил в Академию художеств, где стал учеником и товарищем Брюллова. В Академии награждался медалями за работы (1839, 1840 и 1841), получил звание свободного художника живописи за картину «Цыганка» (1845).

### 1840-е годы

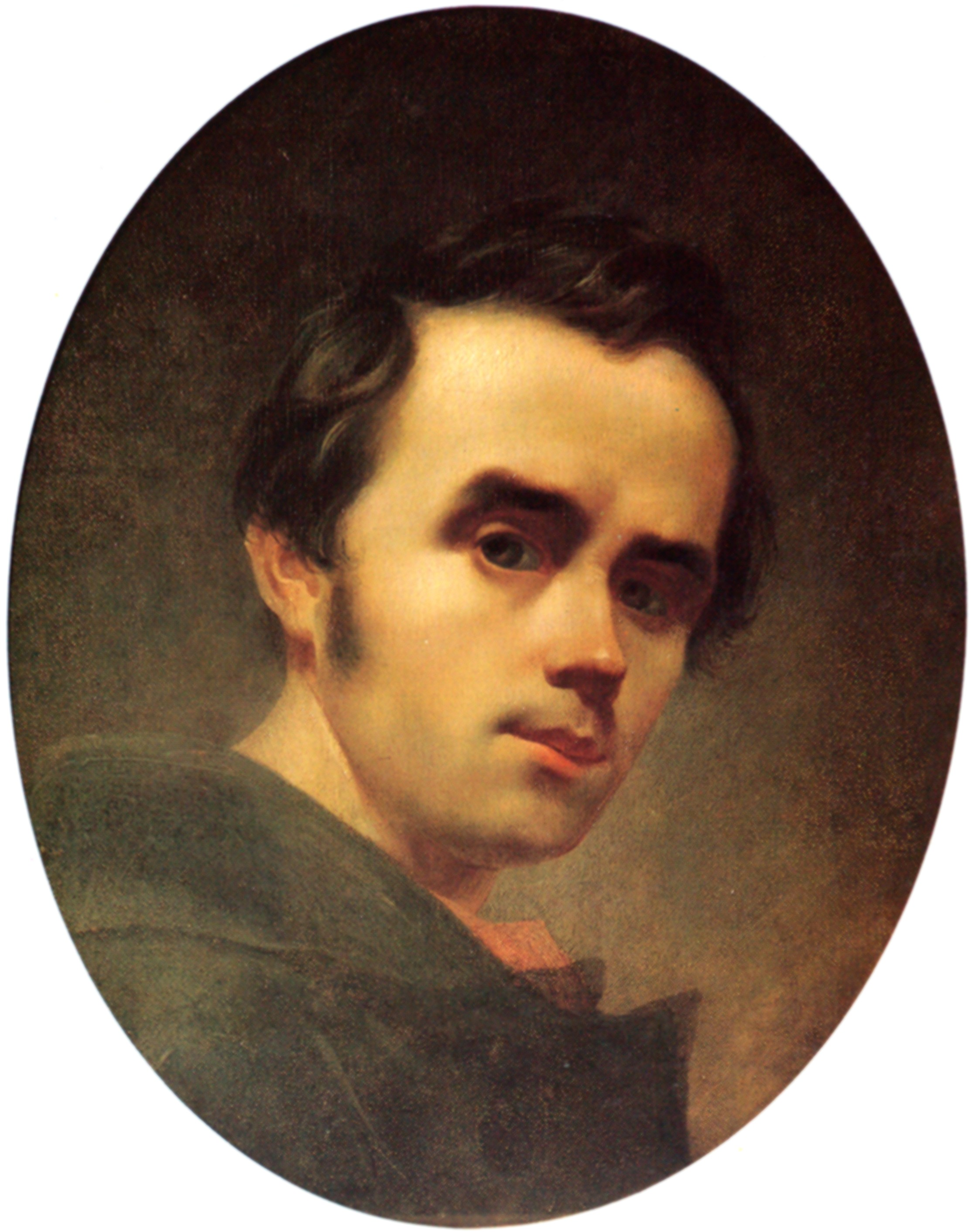
Т. Г. Шевченко. Автопортрет. 1840—1841. Холст, масло. Национальный музей Тараса Шевченко, Киев, Украина

Период с 1840 по 1846 год стал лучшим в жизни поэта. В это время расцвело его поэтическое дарование.
В 1840 году вышел под названием «Кобзарь» небольшой сборник его стихотворений; в 1842 году вышли «Гайдамаки» — самое крупное его поэтическое произведение. В 1843 году Шевченко получил степень свободного («неклассного») художника. В том же году, путешествуя по Украине, познакомился с дочерью малороссийского генерал-губернатора Н. Г. Репнина — Варварой, женщиной доброй и умной, испытывавшей впоследствии, во время ссылки Шевченко, самые тёплые чувства к нему. В первой половине 1840-х годов вышли «Перебе́ндя», «Топо́ля», «Катери́на», «На́ймичка», «Ху́сточка», «Кавка́з» — крупные поэтические художественные произведения.
Петербургская критика и даже Белинский не понимали и осуждали украинскую национальную литературу вообще, Шевченко — в особенности, усматривая в его поэзии узкий провинциализм. Украина быстро оценила Шевченко, что выразилось в тёплых приёмах Шевченко во время его путешествия в 1845—1847 гг. по Черниговской и Киевской губерниям. По поводу отзывов критики Шевченко писал:

Пусть буду я крестьянский поэт, лишь бы поэт; большего мне и не нужно.
Оригинальный текст (укр.)Нехай буду мужицький поет, аби тільки поет; то мені більше нічого і не треба.

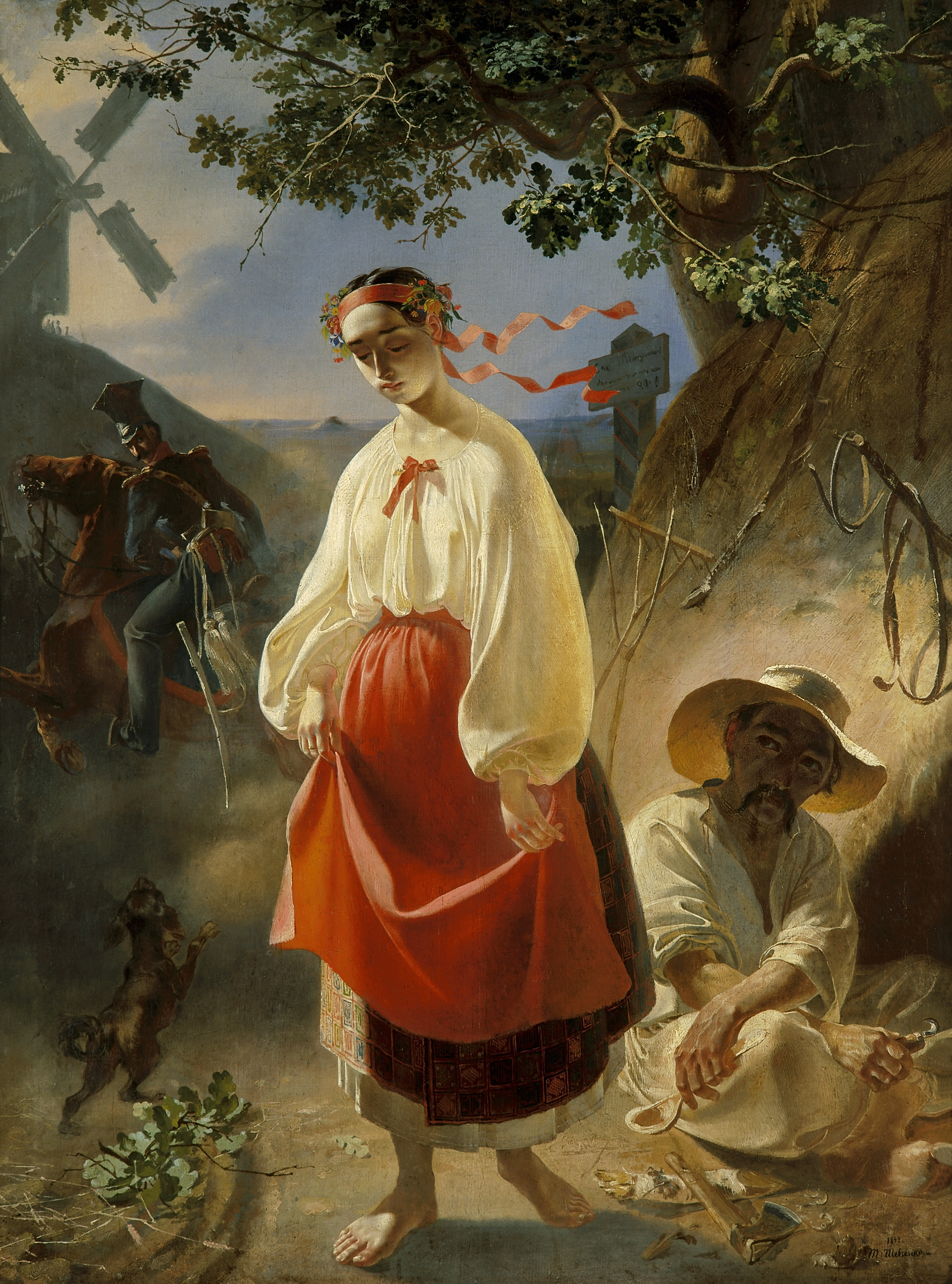
Т. Г. Шевченко. «Катерина». 1842. Холст, масло. 93 × 72,3 см. Национальный музей Тараса Шевченко, Киев, Украина

В 1842 году была написана «Катери́на» — единственная сохранившаяся картина академического периода, написанная маслом. Картина создана на тему одноимённой поэмы художника. Шевченко стремился, чтобы картина была ясной и понятной, побуждала сочувствие. В 1844 году получил в Академии звание свободного художника.
Т. Г. Шевченко печатался в нескольких альманахах: «Ластівка», «Молодик», «Хата». В 1841 году в Санкт-Петербурге в альманахе Евгения Гребёнки «Ластівка» были размещены пять сочинений поэта — «Причинна» («Реве та стогне Дніпр широкий…»), «На вічну пам’ять Котляревському» («Сонце гріє, вітер віє…»), «Тече вода в синє море» (ошибочно — как продолжение эллегии «На вічну пам’ять Котляревському»), «Вітре буйний» («Вітре буйний, вітре буйний!») и раздел из поэмы «Гайдамаки» («Яремо! Герш-ту! Хамів сину!»"), который вошёл в текст под заголовком «Галайда». Тарас Шевченко подавал в альманах и отрывок из поэмы «Тарасова ніч», который был снят цензурой. В альманахе Ивана Белецкого «Молодик» за 1843 год (Ч. 2) были опубликованы такие произведения Тараса Шевченко: баллада «Утоплена» («Вітер в гаї не гуляє…»), стихотворения «Думка» («Тяжко-важко в світі жити…»), «Н. Маркевичу» («Бандуристе, орле сизий…»). Вместе с этими произведениями он послал в «Молодик» и отрывок из драмы «Невеста» — «Песню караульного у тюрьмы» (не опубликован). В литературно-художественном альманахе «Хата» (1860, Санкт-Петербург) в разделе «Кобзарський гостинець» были напечатаны подборки поэтических произведений Тараса Шевченко под редакционными заголовками: «Калина» («Чого ти ходиш на могилу?»), «Пустка» («Рано-вранці новобранці»), «На різдво» («Не додому вночі йдучи…»), «Козацька доля» («Нащо мені женитися?»), «На Вкраїну» («Немає гірше, як в неволі…»), «Хатина» («Не молилася за мене…»), «До зорі. (Із поеми)» (вступление к поэме «Княжна»), «Пісня» («Ой по горі роман цвіте…»), под авторскими названиями — «Хустина» («Чи то на те Божа воля…»), «Доля» («Ти не лукавила зі мною…»). Ведущая тема этих произведений — чувства одиночества, несчастливой судьбы, печали, разлуки, смерти.
В 1845 году Шевченко дважды (в августе и с октября до начала января 1846 года) гостил в Переяславе у своего друга, врача А. О. Козачковского (с которым познакомился в 1841 году в Петербурге). Осень 1845 года, проведённую в доме Козачковского, шевченковеды считают периодом подлинного творческого взлёта Шевченко и называют Переяславской осенью Кобзаря: именно здесь он создаёт такие свои произведения, как поэмы «Наймичка» и «Кавказ», посвящение Шафарику для поэмы «Еретик», а в ночь на 25 декабря — знаменитое «Завещание» («Заповіт»). Работая штатным художником археологических исследований киевской Археографической комиссии при Киевском университете (которому в 1939 году по указу Президиума Верховного Совета СССР в честь 125-летия со дня рождения поэта было присвоено его имя), Шевченко зарисовал ряд архитектурных и исторических памятников Переяслава (сохранились рисунки: «Вознесенский монастырь», «Михайловская церковь», «Покровский собор», «Андруше», «Каменный крест св. Бориса»), написал пейзажи близлежащих сёл. В 2008 году в бывшем доме Козачковского был открыт Музей «Заповита» Т. Г. Шевченко.
Ко времени пребывания Шевченко в Киеве (1846 г.) относится сближение его с Н. И. Костомаровым. В том же году Шевченко присоединился к сформировавшемуся тогда в Киеве Кирилло-Мефодиевскому обществу, состоявшему из молодых людей, интересовавшихся развитием славянских народностей, в частности украинской. Участники этого кружка, в числе 10 человек, были арестованы, этапированы в Петербург, где заключены в казематы внутренней тюрьмы III отделения (ул. Пантелеймоновская, 9), допрашивались в расположенном неподалёку жандармском управлении (ул. Набережная реки Фонтанки, 16), после чего были обвинены в создании политической организации и понесли разные наказания.
Хотя следствие не смогло доказать причастность Шевченко к деятельности Кирилло-Мефодиевского общества, он был признан виновным «по собственным отдельным действиям».
В докладе начальника Третьего отделения А. Ф. Орлова говорилось:

Шевченко … сочинял стихи на малороссийском языке самого возмутительного содержания. В них он то выражал плач о мнимом порабощении и бедствиях Украины, то возглашал о славе гетманского правления и прежней вольнице казачества, то с невероятною дерзостью изливал клеветы и желчь на особ императорского дома, забывая в них личных своих благодетелей. Сверх того, что всё запрещённое увлекает молодость и людей с слабым характером, Шевченко приобрёл между друзьями своими славу значительного малороссийского писателя, а потому стихи его вдвойне вредны и опасны. С любимыми стихами в Малороссии могли посеяться и впоследствии укорениться мысли о мнимом блаженстве времен гетманщины, о счастии возвратить эти времена и о возможности Украйне существовать в виде отдельного государства.
Дело об антигосударственной деятельности Шевченко вёл лично А. Ф. Орлов — шеф жандармского отделения, который доложил Николаю I, что Шевченко не только является революционером, который призывает к свержению самодержавия, но и оскорбил Его величество. Шевченко дал убийственную характеристику Николаю I — «фельдфебель-царь», «творец зла», «лютый Нерон», «безбожный царь», «правды гонитель жестокий».
Решением Третьего отделения, утверждённого собственноручно Николаем I, 30 мая 1847 года 33-летний Шевченко Тарас Григорьевич по рекрутской повинности был определён на военную службу рядовым в Отдельный Оренбургский корпус, «под строжайшее наблюдение начальства» с запретом писать и рисовать.
Белинский считал, что его сослали из-за «двух пасквилей» на императора и императрицу (поэмы «Сон», которую не читал, а основывался на распространявшихся Третьим отделением слухах), и добавил:

Мне не жаль его, будь я его судьёю, я сделал бы не меньше. Я питаю личную вражду к такого рода либералам. <…> Своими дерзкими глупостями они раздражают правительство, делают его подозрительным…

### Военная служба в Оренбургском крае

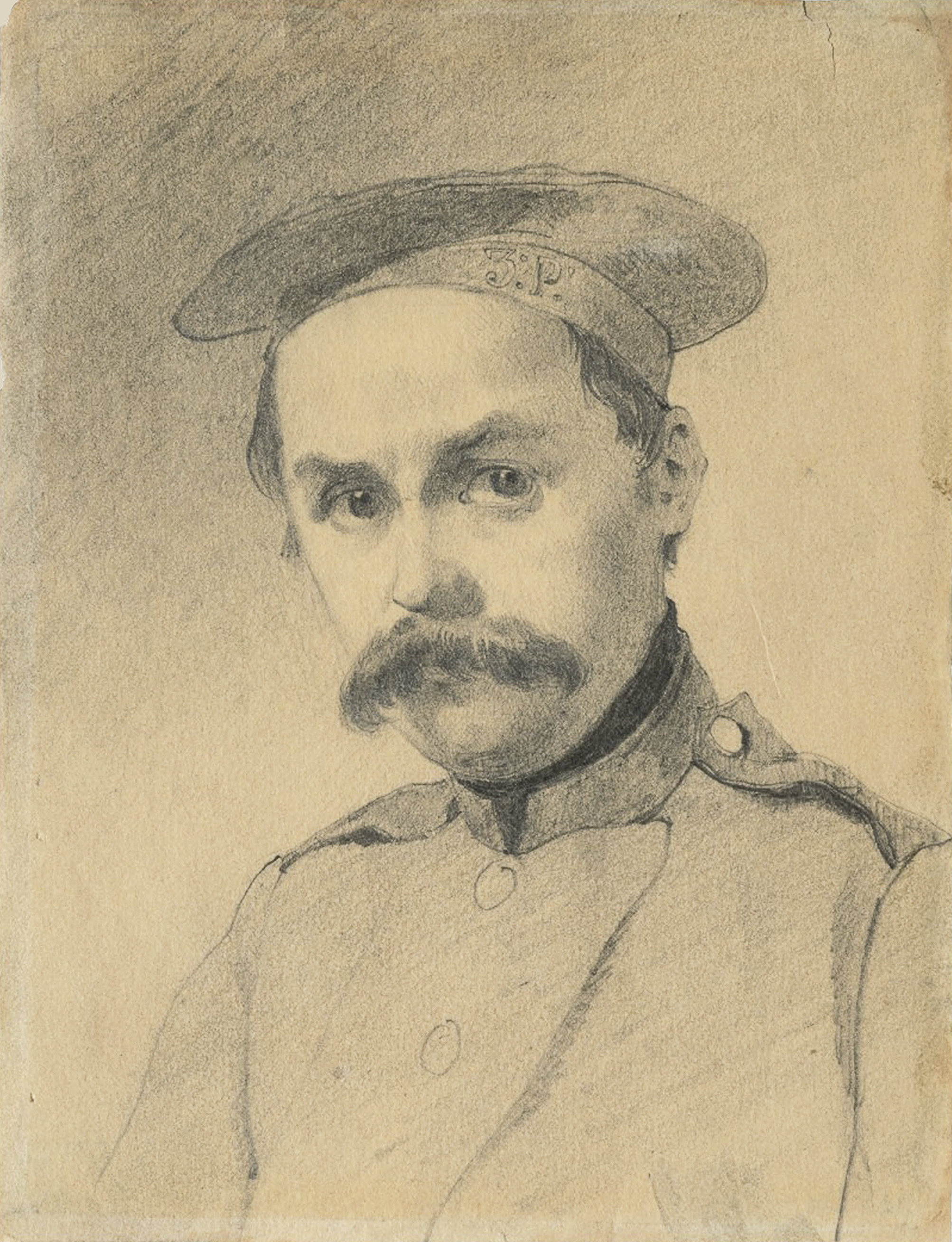
«В солдатах». Автопортрет 1847 года

Орская крепость, куда сначала попал Шевченко, представляла собой пустынное захолустье. «Редко, — писал Шевченко, — можно встретить подобную бесхарактерную местность. Плоско и плоско. Местоположение грустное, однообразное, тощие речки Урал и Орь, обнажённые серые горы и бесконечная Киргизская степь…» «Все прежние мои страдания, — говорит Шевченко в другом письме 1847 года, — в сравнении с настоящими были детские слёзы. Горько, невыносимо горько». Для Шевченко был очень тягостен запрет писать и рисовать; особенно удручал его суровый запрет рисовать. Не зная лично Гоголя, Шевченко решился написать ему «по праву малороссийского виршеплёта», в надежде на украинские симпатии Гоголя. «Я теперь, как падающий в бездну, готов за всё ухватиться — ужасна безнадёжность! Так ужасна, что одна только христианская философия может бороться с ней». Шевченко послал Жуковскому трогательное письмо с просьбой об исходатайствовании ему только одной милости — права рисовать. В этом за Шевченко хлопотали граф А. И. Гудович и граф А. К. Толстой; но помочь Шевченко оказалось невозможным. В своей просьбе в обращении к начальнику III отделения генералу Л. В. Дубельту Шевченко писал, что кисть его никогда не грешила и не будет грешить в смысле политическом, но ничто не помогало.
Запрещение рисовать не было снято до самого окончания службы. В 1848—1849 годах некоторое утешение Шевченко дало его участие в экспедиции по изучению Аральского моря. Благодаря гуманному отношению к солдату генерала Обручева и в особенности лейтенанта Бутакова Шевченко поручено было срисовывать для отчёта об экспедиции виды Аральского побережья и местные народные типы. Однако об этом нарушении стало известно в Петербурге; Обручев и Бутаков получили выговор, а Шевченко был отправлен в новую пустынную трущобу — военное укрепление Новопетровское на Каспии — с повторным запрещением рисовать.

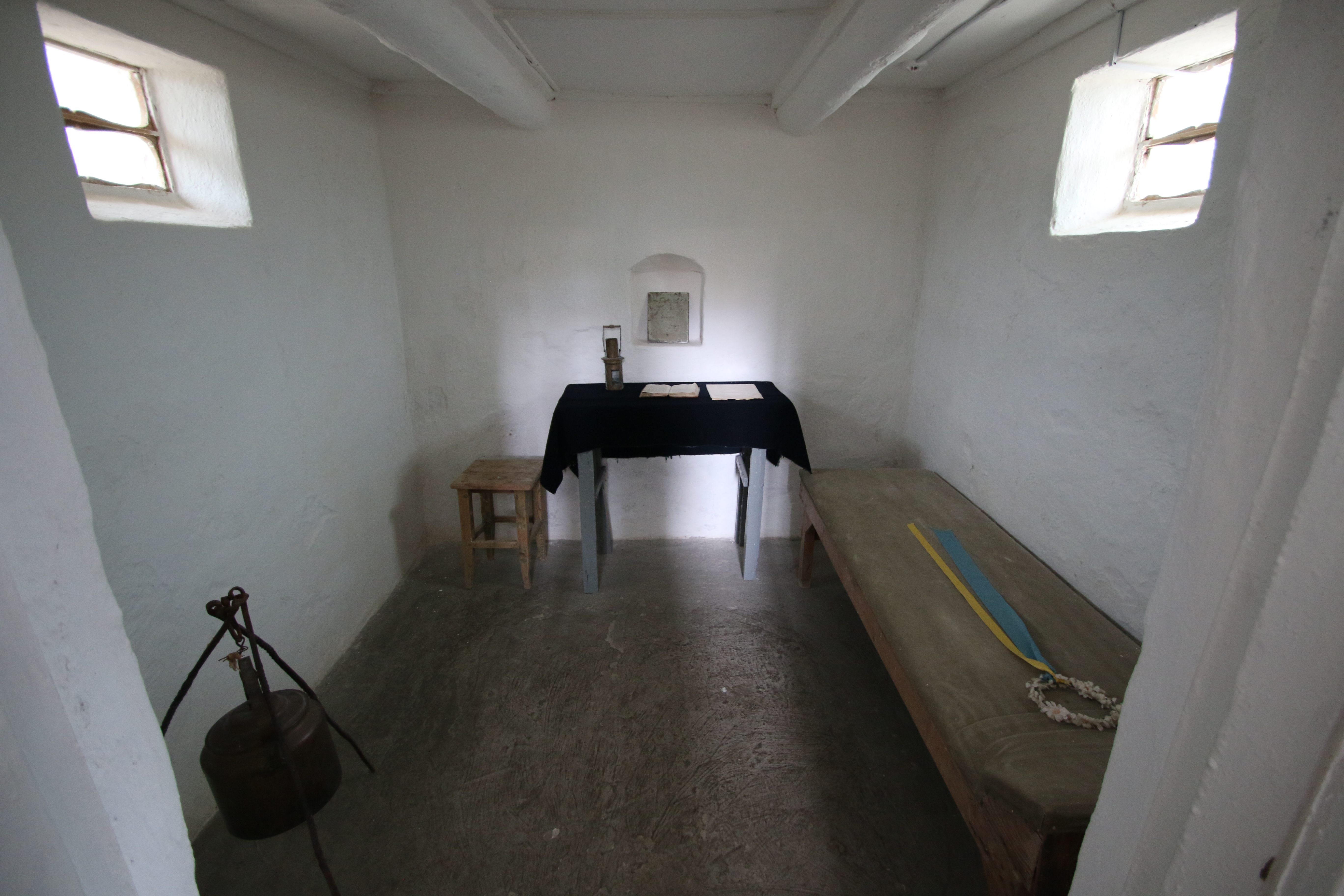
Землянка Т. Г. Шевченко в городе Форт-Шевченко (ранее Новопетровское)

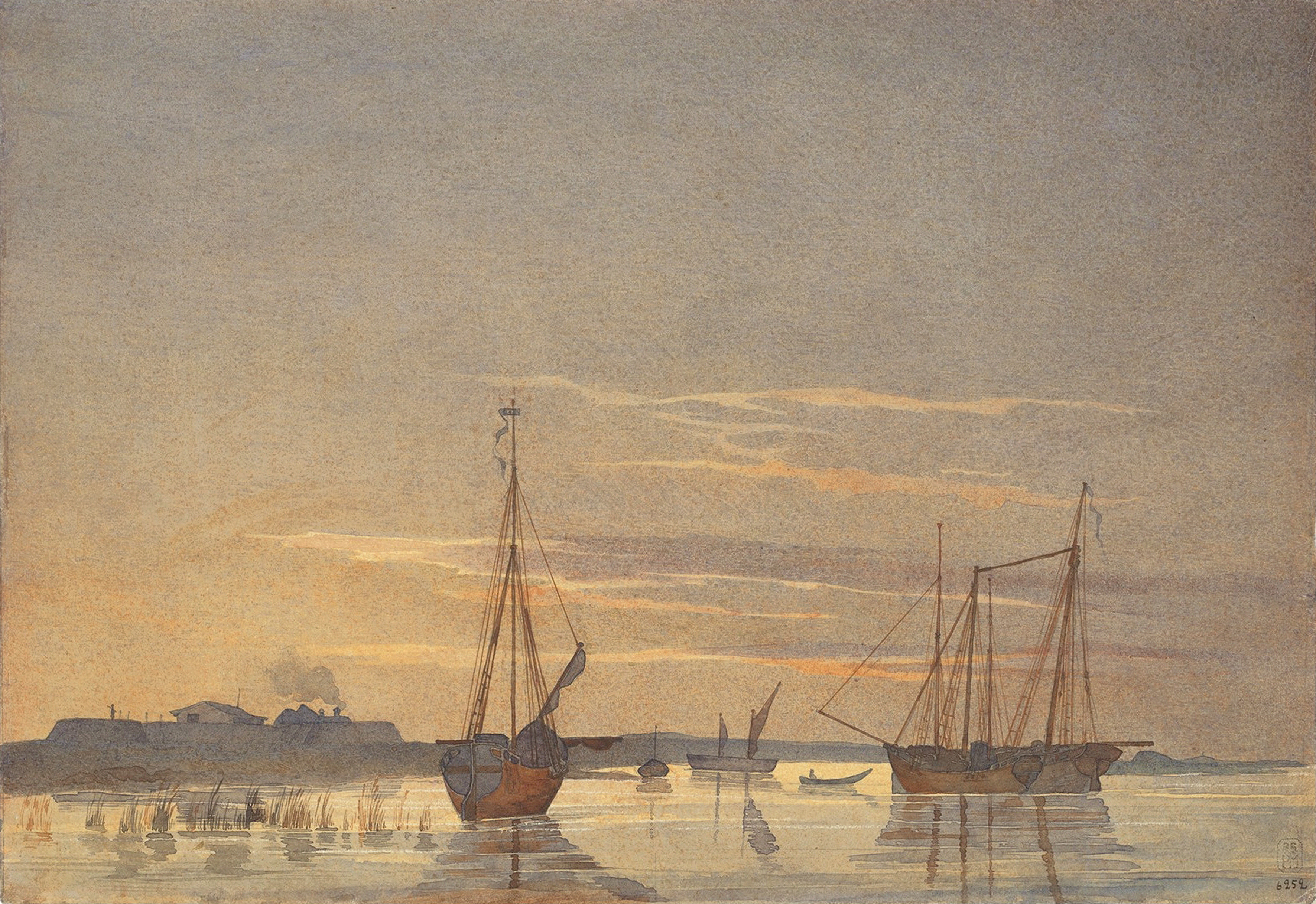
Рисунок Т. Г. Шевченко, изображающий шхуны Аральской экспедиции (1848)

Находился в Новопетровском с 17 октября 1850 по 2 августа 1857 года, то есть — до окончания службы. Первые три года пребывания в «смердячей казарме» были для Шевченко тягостны; затем пошли разные облегчения благодаря, главным образом, доброте коменданта Ускова и его жены, которые полюбили Шевченко за его мягкий характер и привязанность к их детям. Не имея возможности рисовать, Шевченко занимался лепкой, пробовал заниматься фотографией, которая, однако, стоила в то время очень дорого. В Новопетровском Шевченко не написал ни одной поэтической строки. В течение 1852—1857 годов создал около двадцати повестей на русском языке, из которых до наших дней дошли лишь девять: «Служанка», «Варнак», «Княгиня», «Музыкант», «Художник», «Несчастный», «Капитанша», «Близнецы», «Прогулка с удовольствием и не без морали», заключающих в себе много автобиографических подробностей (изданы впоследствии «Киевской стариной»).
В «Формулярном списке о службе линейного Оренбургского батальона № 1-го рядового Тараса Шевченко», отправленного И. Усову батальонным командиром из Уральска в письме от 24 февраля 1854 года записано следующее: «Рядовой Тарас Григорьев сын Шевченко, православного вероисповедания. От роду 39 лет. Росту 2 аршина 5 вершков. Лицом чист, волосы на голове и бровях тёмно-русые, глаза тёмно-серые, нос обыкновенный».
Во время службы Шевченко близко сошёлся с несколькими из разжалованных в солдаты образованных поляков (З. Сераковским, Б. Залесским), а также Э. Желиховским (Антоний Сова), что содействовало укреплению в нём идеи «слияния единоплеменных братьев».
В 1849 году в Оренбурге Тарас Шевченко проживал в доме Кутиных (в 2016 году дом был снесён).

### Петербургский период
Освобождение Шевченко состоялось в 1857 году благодаря настойчивым ходатайствам за него вице-президента Академии художеств графа Ф. П. Толстого и его супруги графини А. И. Толстой. С продолжительными остановками в Астрахани и Нижнем Новгороде Шевченко вернулся по Волге в Петербург и здесь на свободе всецело увлёкся поэзией и искусством. Попытки устроить семейный очаг, женившись на актрисе Пиуновой, а позднее на крестьянках-служанках Харите и Лукерье Полусмаковой, успеха не имели. Проживая в Петербурге (с 27 марта 1858 до июня 1859 года), Шевченко был дружески принят в семье графа Ф. П. Толстого. Жизнь Шевченко этого времени хорошо известна по его дневнику (с 12 июня 1857 по 13 июля 1858 года Шевченко вёл личный дневник на русском языке).
Почти всё своё время, свободное от многочисленных литературных и художественных знакомств, званых обедов и вечеров, Шевченко отдавал гравировке.
В 1859 году Шевченко вновь побывал на Украине (в частности, в июне и октябре он приезжал в Переяслав к Козачковскому, который сумел сохранить для будущих поколений значительную часть художественных произведений своего друга).
В апреле 1859 года Шевченко, представляя некоторые из своих гравюр на усмотрение совета Академии художеств, просил удостоить его звания академика или задать программу на получение этого звания. Совет 16 апреля постановил признать его «назначенным в академики и задать программу на звание академика по гравированию на меди». 2 сентября 1860 года, наряду с живописцами А. Бейдеманом, Ив. Борниковым, В. Пукиревым и другими, ему была присуждена степень академика по гравированию «в уважение искусства и познаний в художествах».
Незадолго до кончины Шевченко взялся за составление школьных учебников для народа на украинском языке. В свою последнюю встречу с Н. С. Лесковым на своей квартире в Академии Художеств он передал тому две стопки «сочинённого им малороссийского букваря» с просьбой посмотреть и высказать потом своё мнение.
Скончался в Санкт-Петербурге 26 февраля (10 марта) 1861 года. Причину смерти Т. Г. Шевченко указал в медицинском свидетельстве о смерти доктор Эдуард Бари, ординатор при больнице Св. Марии Магдалины: «Свидетельство … дано сие в том, что Академик Тарас Шевченко, 49 лет от роду, давно уже одержим органическим расстройством печени и сердца (vitium organicum hepatis et cordis); в последнее время развилась водяная болезнь (Нydrops), от которой он умер сего 26 февраля». Эта же причина указана в Ведомости о погребённых Смоленского православного кладбища.
Похоронен сначала на Смоленском православном кладбище Санкт-Петербурга 28 февраля 1861 года, могила его была самая крайняя за колокольней церкви в сторону взморья, отпевал священник Академии художеств Илия Денисов, погребение совершил священник Смоленско-кладбищенской церкви Стефан Опатович с пономарем Сергеем Заозерским, через 58 дней гроб с прахом Т. Г. Шевченко, в соответствии с его поэтическим «Завещанием», перевезён на Украину и похоронен на Чернечьей горе возле Канева. Похоронные речи напечатаны в журнале «Основа» за март 1861 года.
Из 47 лет жизни Шевченко прожил на территории современной России 27 лет: 1831—1845 и 1858—1861 годы в Санкт-Петербурге, в 1847—1857 годах проходил военную службу в Оренбургском крае.
- 9 февраля 1831 г. — 1832 г. — квартира П. В. Энгельгарта в доходном доме Щербаковых — Моховая улица, д. 26;
- 1832 г. — 3 июля 1838 г. — дом Крестовского — Загородный проспект, д. 8;
- 3 июля 1838 г. — 24 ноября 1838 г. — дом Кастюриной — 7-я линия, д. 36;
- 24 ноября 1838 г. — 18 декабря 1838 г. — квартира И. М. Сошенко в доходном доме Мосягина — 4-я линия, д. 47;
- 1839 год — здание Академии художеств — Университетская набережная, д. 17;
- вторая половина февраля — осень 1839 года — доходный дом Аренс — 7-я линия, д. 4;
- конец 1840 года — 23 марта 1845 г. — доходный дом Кастюриной — 5-я линия, д. 8;
- 27 марта — начало июня 1858 года — квартира М. М. Лазаревского в особняке А. С. Уварова — Большая Морская улица, д. 48;
- начало июня 1858 года — 26 февраля 1861 г. — здание Академии художеств — Университетская набережная, д. 17.

## Шевченко-художник

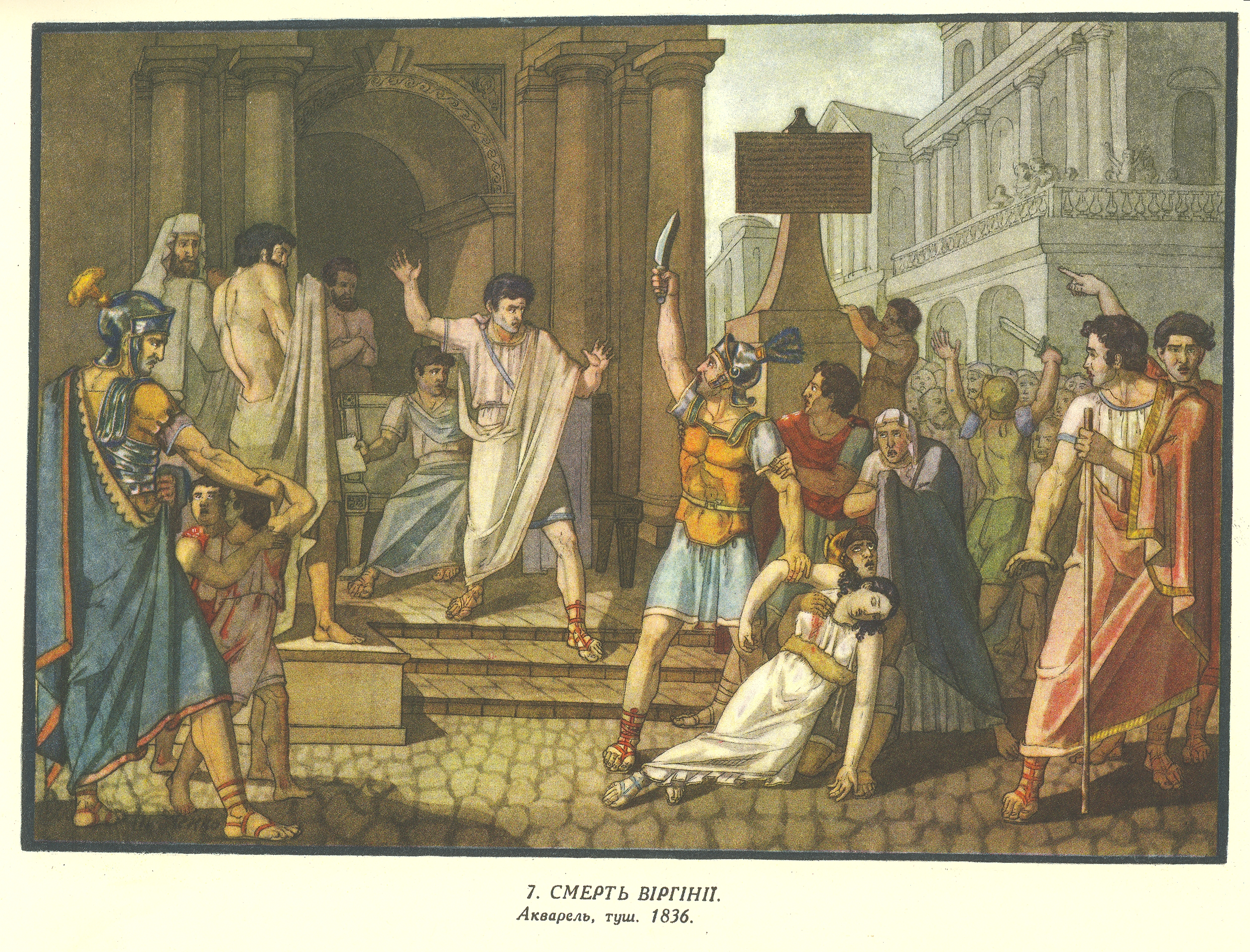
Смерть Вергинии (художник Т. Г. Шевченко)

В 15 лет Тарас нарисовал портрет своего отца — «Се мій батько» («Это мой отец», 1829—1830). Ранние художественные произведения Шевченко, как и К. Брюллова, которым он всегда восхищался, находятся на стыке академизма с романтизмом. Во время странствий по Украине, особенно в 1840-х годах, Шевченко неустанно зарисовывал памятники старины. Желая донести до как можно более широкого круга зрителей красоту природы родного края и величие его древних памятников, вместе с княжной Варварой Репниной он предпринял в 1844 года издание альбома офортов «Живописная Украина».
Количество автопортретов Шевченко с трудом поддаётся учёту. Многие из них не дошли до нашего времени и известны лишь по переписке художника или воспоминаниям его современников. Многие разбросаны на полях рукописей литературных произведений поэта, писем, на листах рабочих альбомов и даже на рисунках других художников.

## Шевченко-литератор

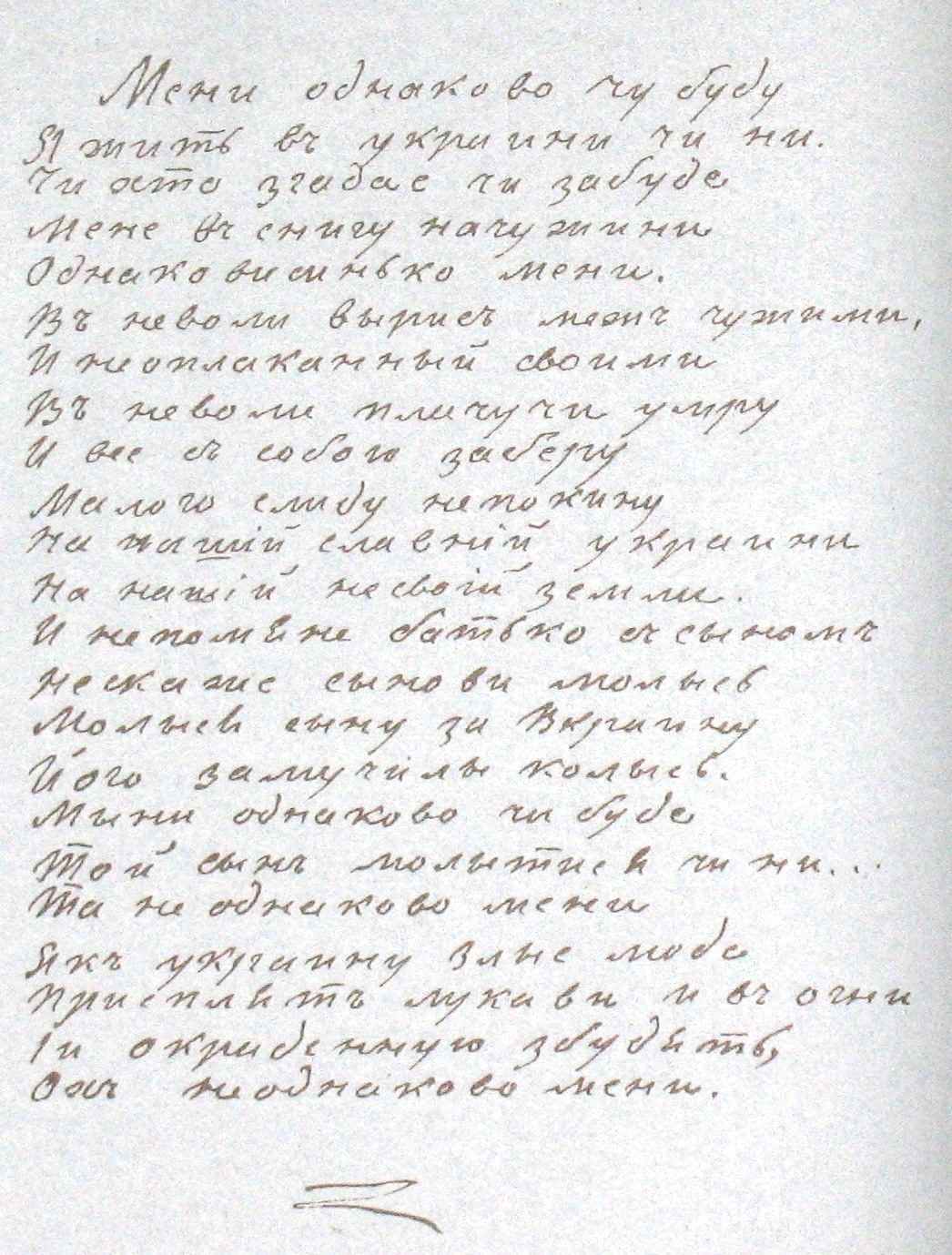
Собственноручная рукопись стихов Шевченко (фрагмент). Стихотворение «Мени однаково чи буду Я жить въ украини чи ни» (авторская орфография)

Изучением литературного наследия Шевченко занимаются шевченковеды. Своеобразным итогом деятельности советских шевченковедов стал «Шевченковский словарь», изданный в 1976 году в двух томах.

### Поэзия

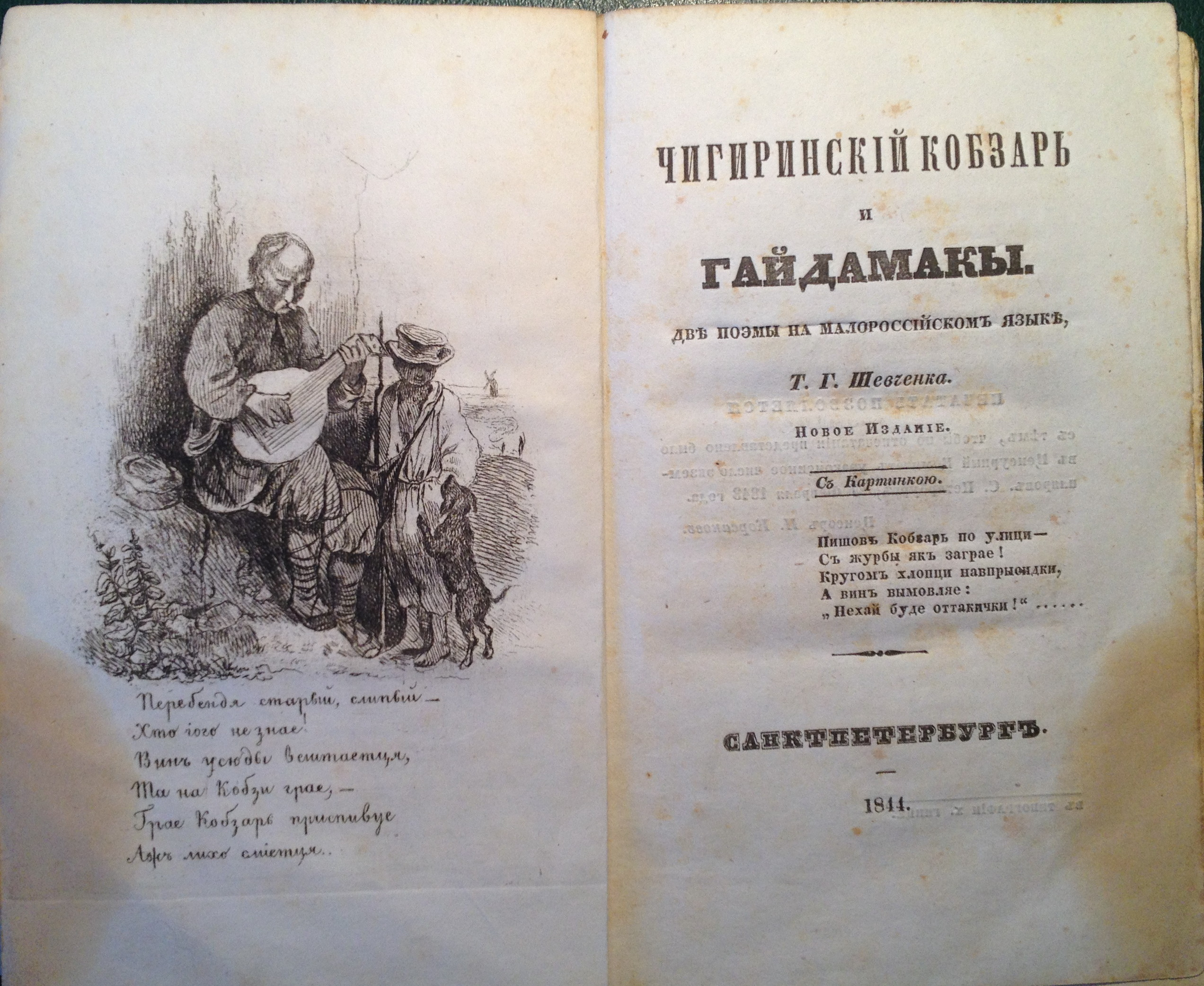
«Чигиринский Кобзарь и Гайдамаки. Две поэмы на малороссийском языке» Шевченко 1844 год

Первый и наиболее известный сборник стихов Шевченко на украинском языке, «Кобзарь», вырос из романтической традиции собирания народных песнопений (Оссиан, Кирша Данилов, «Песни западных славян»).
От романтического упоения казацким прошлым Шевченко эволюционировал в сторону более трезвого взгляда на национальную историю, проявившегося в поэме «Екатерина» (1840) и поэме «Гайдамаки» (1841), которая воспевает народное движение XVIII века.
В поэмах «Кавказ» и «Еретик» поэт развенчивает не только «тёмное царство» самодержавия, но и с общечеловеческих позиций ополчается против всякого насилия над человеческой личностью.
В позднем творчестве обращается к сюжетам из Библии и античной истории, создавая философско-исторические поэмы со структурой притчи или параболы, построенные на персонализации тех или иных идей.
Ф. К. Сологуб отмечал, что «Шевченко — прекрасный поэт. Над его стихами иногда плачешь».

### Букварь Шевченко
В Петербурге в 1861 году (последний год жизни писателя) был издан дозволенный цензурой букварь Тараса Шевченко на украинском языке — «Букварь южнорусскій», который тем не менее вскоре запретили к использованию. Так, известно, что в секретном письме помощника начальника каневской полиции киевскому губернатору от 30 сентября 1861 года сообщалось об изъятии приставом в Черкасском уезде (Киевская губерния) четырёх экземпляров шевченковских букварей из двенадцати, которые «временнообязанный Осип Устимов сын Кудлай» привёз в село Зеленки (Зеленьки), раздав там по одному экземпляру управляющему Дорожинскому, экономам Матковскому и Болевскому, благочинному Грушецкому, священнику упомянутого села и местному диакону, а также питейным ревизорам Быстржаневскому и Пилецкому. Оставшиеся у Кудлая экземпляры были отобраны, причём автор письма уведомляет губернатора, что дал приставу распоряжение «под благовидным предлогом отобрать» и прочие — с целью "недопущения распространения означенных букварей, а в особенности по сельским приходским школам и в каневской воскресной школе.
При этом, правда, через две недели (14 октября) киевский генерал-губернатор направляет гражданскому губернатору письмо об отмене распоряжений, запрещавших пользование букварём Т. Г. Шевченко, где отмечает, что издание напечатано «в Петербурге с дозволения цензуры и ничего в себе противного законам не заключает».

### Проза и драматургия
По утверждению авторов «Шевченковского словаря», важную часть литературного наследия Шевченко составляет проза — написанные на русском языке повести (включая девять сохранившихся повестей, написанных в Новопетровском укреплении) и «Дневник». Прозаические работы на украинском языке включают предисловия к поэме «Гайдамаки» и к несостоявшемуся изданию «Кобзаря», и сатирическое обращение к подписчикам «Гайдамаков» «Панове субскрибенти!».
Драматургия Шевченко включает написанные на русском языке пьесы «Назар Стодоля» (сохранился украинский перевод), «Никита Гайдай» и «Невеста» (из пьесы сохранилась «Песня караульного у тюрьмы»).

## Память о Шевченко

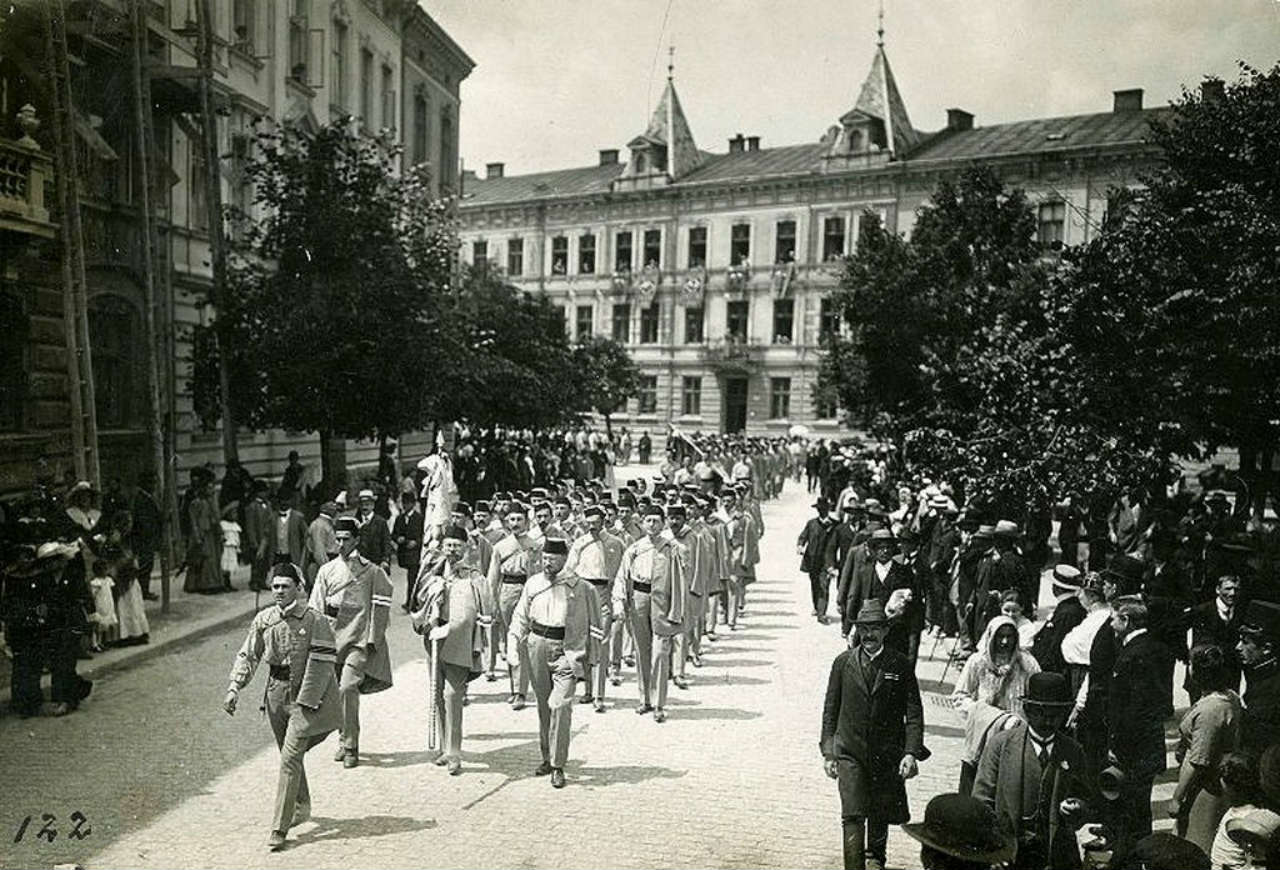
Празднование 100-летия со дня рождения Шевченко во Львове, 1914 год

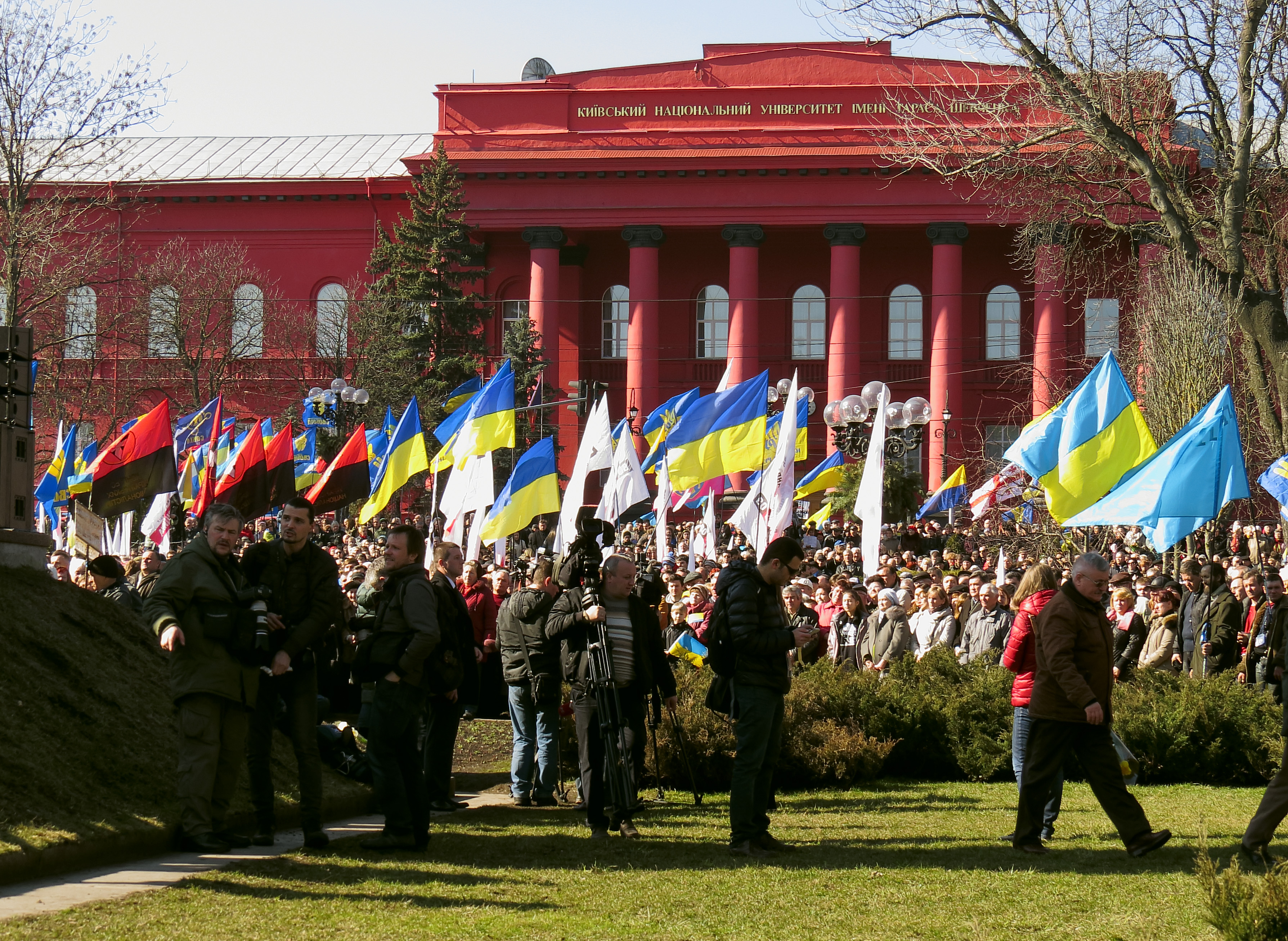
Празднование 200-летия со дня рождения Шевченко около Киевского университета, названного его именем, 2014 год

Увековечивание Тараса Шевченко началось уже вскоре после его смерти. Первый памятник Тарасу Шевченко был установлен по инициативе и на средства Алексея Алчевского в Харькове в 1898 году (согласно другим источникам ещё в 1881 году в Форте-Александровском бывшим комендантом и близким другом Шевченко Ираклием Усковым). Однако до революции в силу ряда причин это были единичные случаи в Российской империи. Несколько иначе обстояла ситуация в Австро-Венгрии, куда входили Галиция, Буковина и Закарпатье. До Первой мировой там уже функционировал названный в честь Тараса Шевченко прообраз национальной академии наук, в ряде населённых пунктов память о поэте была представлена бюстами и мемориальными досками, а в 1914 году во Львове прошло первое общественное празднование юбилея Шевченко, известное как «Великий здвиг». Однако современное массовое увековечивание памяти о Кобзаре по обе стороны старой границы набрало обороты уже после Октябрьской революции в связи с принятием плана монументальной пропаганды и началом проведения политики коренизации.
За пределами Советского Союза памятники Шевченко устанавливались по инициативе и на средства украинской диаспоры, а после 1991 года — также как подарки от Украинского государства (в том числе по обмену). Когда праздновалось 200-летие Тараса Шевченко, журналисты насчитали 1060 памятников Шевченко и объектов, названных в его честь. Они расположены в 32 странах на разных континентах (кроме Африки). К 2019 году на территории Украины установлено 1804 памятника, мемориальных досок и знаков поэту, в 43 странах мира — 174. В частности, имя Шевченко получили в советское время казахстанские города Форт-Шевченко и Актау.
В 1952 году в Москве в его именем была названа Бережковская улица, что стало частью Набережной Тараса Шевченко.

### В филателии

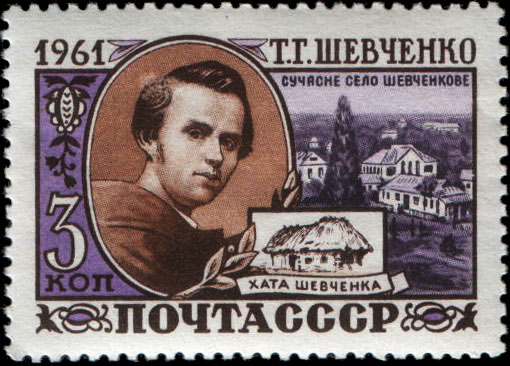
Первая марка из серии (1961 г.)

В СССР с 1961 по 1964 год вышла серия из 9 почтовых марок под названием «Украинский народный поэт Т. Г. Шевченко».

## Образ Т. Г. Шевченко в киноматографе
В 1925—1926 годах был создан двухсерийный художественный фильм «Тарас Шевченко» (первый двухсерийный фильм в украинском кино) на Одесской кинофабрике режиссёром Петром Чардыниным и художником Василием Кричевским (в главной роли — Амвросий Бучма).
Из фильмов-биографий наиболее известна лента 1951 года с Сергеем Бондарчуком в главной роли. В 1964 году на Киевской киностудии художественных фильмов им. А. Довженко режиссёром Владимиром Денисенко был поставлен биографический фильм «Сон», посвящённый Т. Г. Шевченко (в главной роли — Иван Миколайчук).

## Т. Г. Шевченко и современная музыка
В 1990-х годах на текст «Вишневого садика» — одного из самых известных стихотворений Шевченко — написали песни две культовые рок-группы: «Мёртвый петух» и «Плач Еремии». В 2000-х годах рок-группа «Кому вниз» для своих песен выбрала следующие произведения поэта: «Разрытая могила», «Стоит в селе Субботове», «Не ропщу я на Бога»; популярная певица Ирина Билык исполнила песню на стихотворение «Бандурист, орёл сизый», группа «Трансформеры» — «Зацвела в долине», а группа «Fata Morgana» сделала своей визитной карточкой песню «Гамалия».
На территории бывшего СССР действует десяток музеев памяти Шевченко, самый крупный из которых — Шевченковский национальный заповедник в Каневе.

## Игры
- Карта Шевченкових пригод: гра-квест для дітей: treasure map / ДП «Центр розвитку сучас. мистецтва», Нац. музей Тараса Шевченка; [авт. ідеї Оргунова Марія]. — Київ: [б. в.], 2014. — 11 с.

## Комментарии
1. Фотография Т. Г. Шевченко, изготовленная в ателье А. И. Деньера в апреле 1859 года. После смерти поэта художники В. В. Мате, Н. И. Мурашко, Ф. С. Красицкий и др. пользовались этим снимком при создании живописных, графических и скульптурных портретов Шевченко. По этой же фотографии И. Н. Крамской в 1871 году написал портрет для П. М. Третьякова.
2. ↑  Фотография Т. Г. Шевченко, изготовленная в ателье А. И. Деньера в апреле 1859 года. После смерти поэта художники В. В. Мате, Н. И. Мурашко, Ф. С. Красицкий и др. пользовались этим снимком при создании живописных, графических и скульптурных портретов Шевченко. По этой же фотографии И. Н. Крамской в 1871 году написал портрет для П. М. Третьякова.
3. ↑  На момент рождения Тараса Шевченко метрические книги в селе Моринцы велись на русском языке, где он был записан как Тарас («У жителя села Моринцы Григория Шевченка и жены его АгафииЕкатерины родился сын Тарас»[8]). Для выходцев из незнатных семей, в то время, отчество не использовалось (см. напр. текст Вольной от 22 апреля 1838 года: «отпустил вечно на волю крепостного моего человека Тараса Григорьева сына Шевченка, доставшегося мне по наследству после покойного родителя моего действительного тайного советника Василия Васильевича Энгельгардта»). При жизни Шевченко в украинских текстах употреблялся как вариант «Тарас Григорьевич» (см. напр. письмо Григория Квитки-Основьяненко от 23 октября 1840 г. Основа: «мій коханий пане, Тарас Григорьевич»), так и «Тарас Григорович» (см. напр. письмо того же автора от 29 апреля 1842 г. Основа: «Милий і добрий мій паночку Тарас Григорович»). В русских источниках принято написание Тарас Григорьевич Шевченко, в украинских — Тарас Григорович Шевченко[9], в иностранных — транскрипция с оригинального украинского имени, например «англ. Taras Hryhorovych Shevchenko»[10].
4. ↑  Этот эпизод Шевченко описал в повести «Княгиня». Также его пересказал А. Я. Кониский в своей книге «Тарас Шевченко-Грушовский», утверждая, что первым историю о «железных столпах» рассказал А. М. Лазаревский.
5. ↑  После положительной рецензии на «Кобзаря»[48].

## Русские переводы
- «Кобзарь» Тараса Шевченко в переводе русских поэтов / Под ред. Ник. Вас. Гербеля. — Изд. 3-е, вновь испр. и доп. — СПб.: Тип. А. М. Котомина, 1876. — 334 с.
- Шевченко Т. Г. «Кобзарь». В переводе русских писателей / Под ред. И. А. Белоусова. — М.: Изд. книгопродавца М. В. Клюкина, 1900. — 365 с.
- Шевченко Т. Г. «Кобзарь». В переводе русских писателей: Н. В. Берга, И. А. Бунина, И. А. Белоусова, Ф. Т. Гаврилова, Н. В. Гербеля, В. А. Гиляровского, Е. П. Гославского, Н. Н. Голованова, С. Д. Дрожжина, В. В. Крестовского, П. М. Ковалевского, А. А. Коринфского, Л. А. Мея, М. И. Михайлова, С. А. Мусина-Пушкина, А. А. Монастырского, А. Н. Плещеева, Н. Л. Пушкарёва, И. Д. Радионова, И. З. Сурикова, П. А. Тулуба, А. Шкаффа и др. / Редакция Ив. Ал. Белоусова. — Изд. 2-е, значительно дополненное и исправленное. — СПб.: Изд. товарищества «Знание», 1906. — 402 с.
- Шевченко Т. Г. Собрание сочинений в пяти томах / Под ред. М. Рыльского и Н. Ушакова. — Москва: Государственное издательство художественной литературы, 1948—1949.
  - Т. 1. Стихотворения и поэмы. 1949. — 474 с.
  - Т. 2. Стихотворения и поэмы в русских переводах. 1948. — 425 с.
  - Т. 3. Русские повести. 1948. — 466 с.
  - Т. 4. Русские повести. Драматические произведения. 1949. — 497 с.
  - Т. 5. Автобиография. Дневник. 1949. — 337 с.
- Шевченко Т. Г. Кобзарь. Стихотворения и поэмы: перевод с украинского. Т. 124. — М.: Художественная литература, 1972. — 655 с. — (Библиотека всемирной литературы).